# Punpun
Punpun és un riu de Bihar que neix al sud del districte de Gaya a 24° 30′ N, 84° 11′ E / 24.500°N,84.183°E. Corre en direcció nord-est passant pel districte de Patna, anant paral·lel més o menys al riu Son, fins que s'acosta al canal de Naubatpur, on gira a l'est i passa a uns 15 km de Bankipur fins a unir-se al Ganges a Fatwa. Uns 15 km abans de la desembocadura rep al riu Murhar a 25° 28′ 45″ N, 85° 13′ 30″ E / 25.47917°N,85.22500°E.